# Gilberto Simoni
Gilberto Simoni (Palù di Giovo, 25 agosto 1971) è un ex ciclista su strada e mountain biker italiano.
Soprannominato Gibo o Gìbi, professionista dal 1994 al 2010, è uno tra i ciclisti italiani con il miglior rendimento nelle corse a tappe negli ultimi vent'anni grazie alle vittorie di due Giri d'Italia (2001 e 2003) e altri cinque piazzamenti a podio. Nel corso della sua carriera è riuscito a vincere tappe in tutti i grandi giri, costruendo gran parte dei suoi successi nelle corse di montagna avendo avuto caratteristiche di scalatore puro. Suo è il record di ascesa del Monte Zoncolan, con 39'03", al Giro d'Italia 2007, da allora rimasto imbattuto.

## Carriera

### Dagli esordi al 2000
Nativo di Palù, frazione di Giovo, comincia a correre all'età di 14 anni. Già da dilettante vince molte corse, tra cui, nel 1992, il Giro della Valle d'Aosta, avendo la meglio sul suo futuro compagno alla Saunier Duval Leonardo Piepoli, e nel 1993, il campionato nazionale, in cui batte Alessandro Bertolini, e il Giro d'Italia dilettanti; a dire di Francesco Moser, suo cugino di secondo grado, in salita «batteva anche Marco Pantani».
Professionista dal 1994 con la Jolly Componibili-Cage, inizialmente non ottiene i risultati sperati, anche a causa di problemi familiari (la morte del padre e del fratello maggiore per cancro) e di continue infiammazioni alle tonsille (rimosse con un'operazione alla fine del 1995). Nel 1996 propone addirittura alla sua squadra di diminuirgli lo stipendio dovendo sospendere l'attività per potersi curare. Dopo aver ottenuto solo pochi piazzamenti, tra cui spicca il terzo posto nella frazione conclusasi sulla salita del Ciocco al Giro d'Italia 1995, coglie finalmente il primo successo tra i professionisti, con la maglia della MG–Technogym di Giancarlo Ferretti, il 28 aprile 1997, vincendo la tappa di Arco al Giro del Trentino. Il mese seguente, al Giro d'Italia, è costretto a ritirarsi in seguito ad una caduta (e la frattura di una scapola) quando stava occupando la settima posizione in classifica generale. In ottobre è sesto al Giro di Lombardia, e al termine della stagione si trasferisce alla Cantina Tollo-Alexia Alluminio.
Nel 1998 viene fermato al Giro del Portogallo per tasso d'ematocrito superiore al consentito.
Nel 1999 è quindi alla Ballan-Alessio di Flavio Miozzo.
Al Giro d'Italia 1999 si classifica terzo nella generale (il primo dei suoi sette podi al Giro), a 3'36" dal vincitore Ivan Gotti e con un solo secondo di svantaggio dal secondo classificato Paolo Savoldelli. Nel mese seguente ottiene il secondo successo in carriera, la tappa di Grindelwald al Giro di Svizzera. Nel 2000 si trasferisce alla Lampre-Daikin di Giuseppe Saronni, Pietro Algeri e Maurizio Piovani, maturando pienamente a livello fisico e psicologico. Quell'anno è di nuovo protagonista al Giro d'Italia, con il primo successo di tappa, nella frazione di Bormio sotto la pioggia, e il nuovo terzo posto in graduatoria generale, ad 1'33" dal vincitore Stefano Garzelli e con soli 6 secondi di ritardo dalla piazza d'onore, occupata da Francesco Casagrande. È poi secondo al campionato nazionale su strada corso a Trieste.
Degna di nota nella stessa stagione è la vittoria di tappa alla Vuelta a España sull'Angliru, salita dalle pendenze superiori al 24%. Una settimana dopo la fine della Vuelta fa suo il Giro dell'Emilia precedendo il compagno Massimo Codol e staccando Mirko Celestino e Ivan Basso sul San Luca. Con questi risultati stagionali all'attivo viene per la prima volta convocato per vestire la maglia azzurra della Nazionale ai mondiali di Plouay; sul circuito iridato conduce, come da strategia, una gara da gregario, con il compito di fermare sul nascere possibili tentativi di fuga; una volta assolto il compito scatta e prova ad andarsene nell'ultima salita, senza però ottenere risultati.

### La vittoria al Giro d'Italia 2001

Podio finale del Giro d'Italia 2001, al centro Gilberto Simoni in maglia rosa, a sinistra Abraham Olano secondo classificato e a destra Unai Osa, terzo in classifica generale

Nel 2001, dopo i due podi, Simoni riesce a vincere il Giro d'Italia. L'edizione è caratterizzata dallo scandalo doping che coinvolge in particolar modo Dario Frigo, l'avversario principale: alla vigilia della diciottesima tappa, quella con arrivo al Santuario di Sant'Anna di Vinadio, infatti, gli agenti del NAS effettuano un blitz notturno nell'albergo dove sta pernottando la carovana rosa, a Sanremo, ritrovando sostanze dopanti nella stanza del corridore saronnese. Frigo, che aveva vestito la maglia rosa per nove giorni, dalla quarta alla dodicesima frazione, viene prima escluso e poi squalificato; la tappa dell'indomani (i controlli proseguirono nella notte) viene inoltre annullata in seguito allo sciopero dei corridori. Simoni, dopo aver portato i suoi attacchi prima nella tappa di Montebelluna e poi al Pordoi, dove aveva conquistato il simbolo del primato, riesce a difendersi nella cronometro di Salò (vinta proprio da Frigo), andando a vincere nella penultima tappa ad Arona e arrivando in rosa a Milano con un vantaggio di 7'31" sul secondo, Abraham Olano.
Dopo il trionfale Giro d'Italia, si iscrive al Giro di Svizzera, che termina al secondo posto della generale, battuto soltanto da Lance Armstrong. Di lì a qualche anno la vittoria dell'americano sarà revocata, ma l'edizione di quel giro non verrà assegnata a Simoni.
Nel proseguimento della stagione riesce a vincere una tappa alla Vuelta a España, sull'arrivo in salita dell'Alto de Abantos, e a conquistarsi un posto per i mondiali 2001 a Lisbona; si presenta in gran forma all'appuntamento iridato, e nell'ultimo giro della corsa riesce ad andarsene in salita staccando tutti, per poi venire clamorosamente inseguito in discesa da un suo compagno di nazionale, Paolo Lanfranchi. L'episodio, oltre al grande rimpianto di Simoni per l'occasione persa, porta subito a mille polemiche in seno al team italiano; Lanfranchi si giustifica comunque dicendo di non sapere che davanti ci fosse un compagno di squadra. La vittoria va allo spagnolo Óscar Freire, davanti a Paolo Bettini.

### L'abbandono al Giro del 2002 e la vittoria del 2003
Dopo la vittoria del Giro Simoni cambia casacca e passa alla Saeco, succedendo a Mario Cipollini come capitano della squadra.
L'edizione del Giro d'Italia 2002 vedeva il trentino ancora tra i favoriti per la vittoria finale nonostante gli scarsi risultati ottenuti in avvicinamento alla corsa rosa; la stessa rosa della squadra, inoltre, era stata costruita completamente intorno al capitano. Partito non in maniera ottimale, vinse la tappa che si concludeva a Campitello Matese, battendo Francesco Casagrande in volata, ma di lì a poco uscì la notizia che era stato trovato non negativo alla cocaina in seguito ad un controllo a sorpresa effettuato dalla WADA il 24 aprile precedente, episodi per cui fu chiamato a fornire chiarimenti; il giorno dopo fu invitato dal suo stesso team a ritirarsi dalla corsa, viste anche le proteste delle altre squadre.
In un primo momento, Simoni attribuì la positività ai farmaci assunti per un intervento dentistico a cui si era sottoposto, successivamente ad una tisana, infine a delle caramelle balsamiche per il mal di gola acquistate in Sudamerica (contenenti piccole quantità di coca, con funzioni di analgesico) che, secondo il suo racconto, gli aveva offerto una zia tornata da un viaggio in Perù. In tribunale Simoni venne scagionato in base a quest'ultima versione, grazie anche sia al test del capello, che confermò come Simoni non avesse mai sniffato cocaina, sia ad un'analisi delle caramelle, che davvero contenevano coca in piccolissime dosi, e fu successivamente reintegrato in squadra.

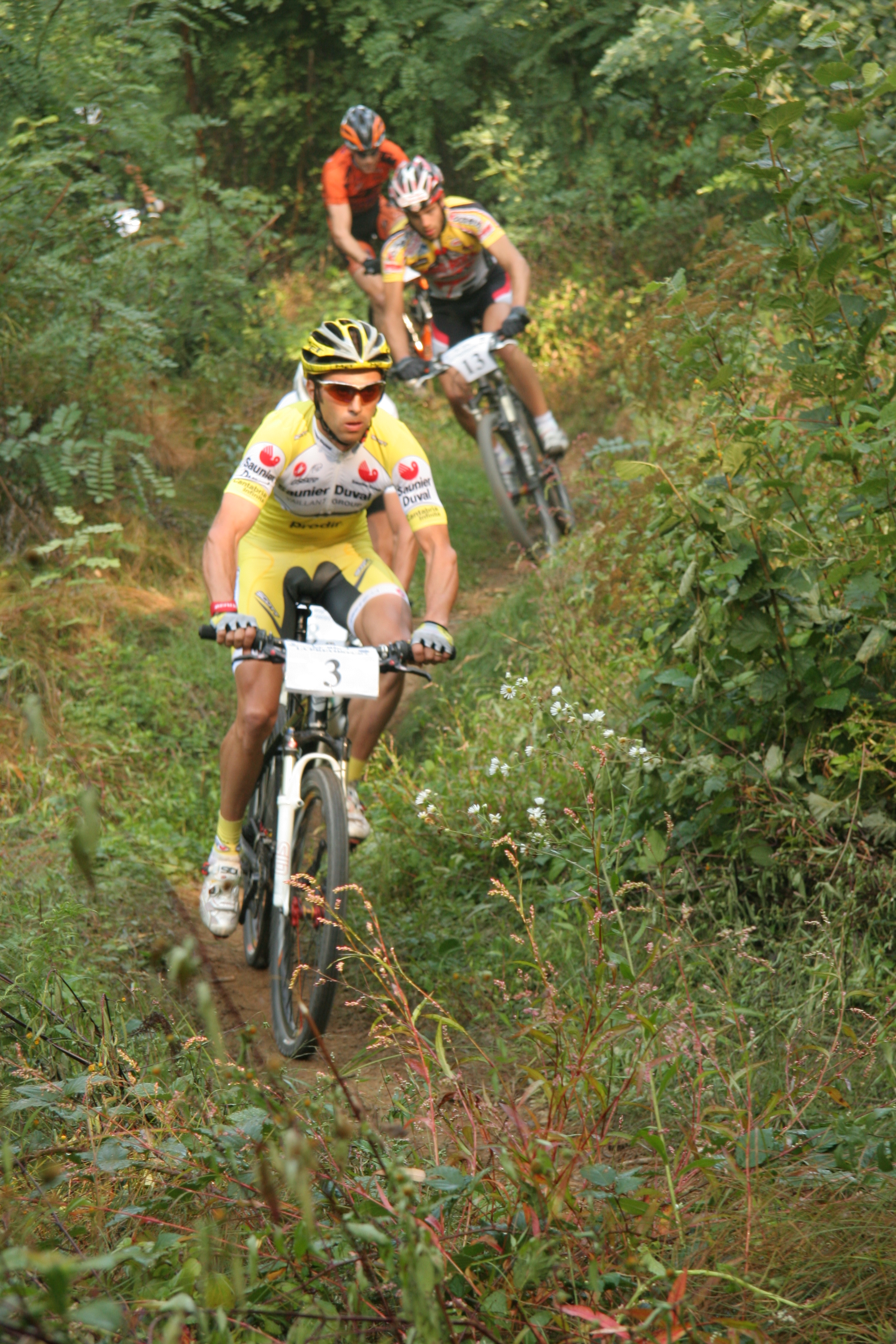
Gilberto Simoni alla "Prevostura 2007", gara di gran fondo mountain bike (1º classificato).

Lasciato alle spalle questo spiacevole episodio, sempre con la Saeco Simoni trionfa al Giro del Trentino del 2003 e, quattro giorni dopo, al Giro dell'Appennino, stabilendo il record della scalata della salita del Passo della Bocchetta con 21'54" e battendo così il record precedente detenuto dal 1994 da Marco Pantani (21'56"). Affronta poi il Giro d'Italia. Conquistata la maglia rosa nella decima tappa, Simoni consolida frazione dopo frazione la sua leadership, vincendo l'arrivo in salita sullo Zoncolan (temutissima salita, affrontata per la prima volta nel 2003), sull'Alpe di Pampeago (la salita di casa per lui) e a Cascata del Toce. A Milano giunge da dominatore assoluto della corsa avendo accumulato oltre 7 minuti di vantaggio sul secondo in classifica Stefano Garzelli.
Dopo questa vittoria si appresta ad affrontare il Tour de France 2003 come uno dei principali rivali di Lance Armstrong, ma una condizione fisica non ottimale e una forte avversione per questa corsa lo tagliano fuori dalla classifica generale (classifica generale 84º), pur riuscendo ad ottenere un significativo successo nella 14ª tappa, quella da Saint-Girons a Loudenvielle.

### Dal 2004 al 2007
Nel 2004 Simoni prova a vincere il suo terzo Giro d'Italia, fallendo però l'obiettivo. La vittoria finale va infatti al compagno di squadra Damiano Cunego e il trentino si classifica terzo, a poco più di 2 minuti dal leader e a tre secondi da Serhij Hončar. In questa edizione vince la tappa conclusasi a Corno alle Scale, indossando per tre giorni la casacca di leader.
Nel dicembre del 2004 la Saeco e la Lampre si fondono portando alla nascita della Lampre-Caffita e così Simoni si trasferisce nella nuova squadra, assieme al suo rivale Damiano Cunego. Alla partenza del Giro d'Italia 2005 i due colleghi si presentano con i ranghi di capitano, ma la corsa investe del ruolo il ciclista trentino. Tuttavia la vittoria finale va a Paolo Savoldelli, nonostante un potente attacco portato al bergamasco sul Colle delle Finestre assieme a Danilo Di Luca e José Rujano. Nella discesa Savoldelli colma parte del distacco, attento a non staccare Serhij Hončar che lo aiuta nel tratto in pianura fra il colle e l'asperità seguente. Nella successiva scalata verso il Sestriere Simoni non riesce a seguire le ruote di Rujano, che gli avrebbero garantito la vittoria della corsa rosa. Al termine di questa spettacolare tappa il trentino dovrà fermare la sua rimonta a soli 28" secondi dalla leadership di Savoldelli. In agosto si aggiudica il Giro del Veneto.

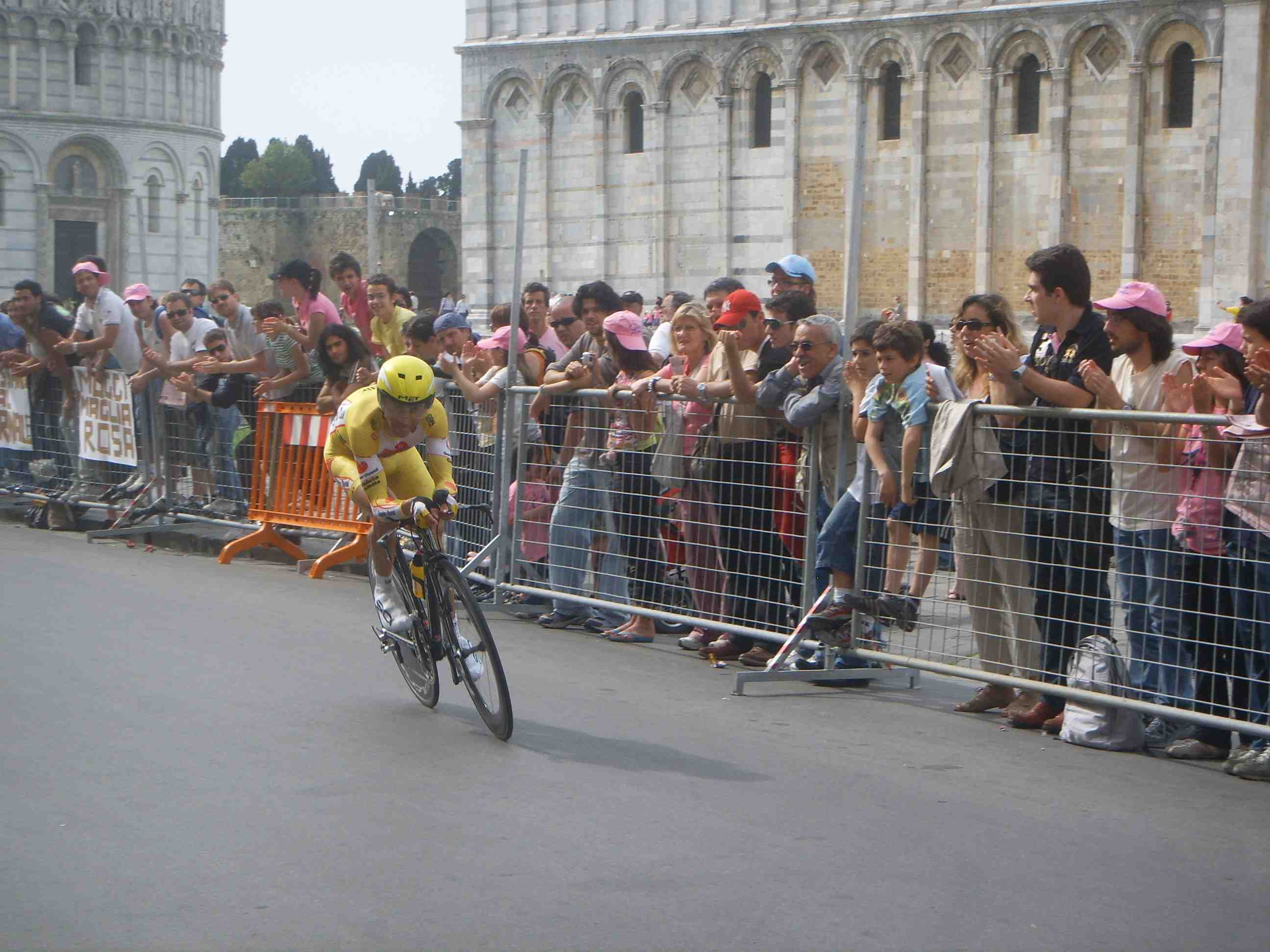
Simoni in Piazza dei Miracoli durante la cronometro di Pontedera al Giro 2006

A causa del difficile rapporto con l'altro capitano della formazione, il giovane Damiano Cunego, alla fine del 2005 firma per la Saunier Duval-Prodir, di cui diventa capitano insieme a Leonardo Piepoli. Nella prima stagione con il team spagnolo conquista il Giro dell'Appennino, la seconda edizione del Memorial Marco Pantani e il Giro dell'Emilia. Al termine del Giro d'Italia del 2006, concluso al terzo posto a 11 minuti e 59 secondi dal vincitore Ivan Basso, dichiara che non avrebbe corso più la corsa rosa e che forse si sarebbe ritirato, salvo poi ritornare sui propri passi rinnovando il contratto con la sua squadra. Nel 2006 partecipa anche al Tour de France. Sempre nello stesso anno inizia a cimentarsi anche in mountain biking, ottenendo il successo alla Rampilonga sul percorso Classic; il 24 settembre conquista la maglia tricolore al campionato italiano marathon a Costa di Folgaria.
Al Giro d'Italia 2007, per la seconda volta in carriera (ma questa volta sul versante più duro di Ovaro), vince la tappa dello Zoncolan, uno dei percorsi più impegnativi di tutte le Alpi. A pochi chilometri dal traguardo stacca il gruppo dei migliori rimanendo solo sulle rampe del "Mostro della Carnia"; viene quindi raggiunto dal giovane Andy Schleck (Team CSC) e dal compagno di squadra Leonardo Piepoli. I tre arrivano a guadagnare 30 secondi sulla maglia rosa Danilo Di Luca; nel finale di tappa il tandem Piepoli-Simoni stacca Schleck, e Piepoli omaggia il suo capitano lasciandogli la vittoria. Alla fine del Giro Simoni si piazza quarto.

### Gli ultimi tre anni
Nel 2008 passa alla Serramenti PVC Diquigiovanni-Androni Giocattoli e partecipa al Giro insieme al conterraneo Alessandro Bertolini. Dopo un inizio un po' in ombra, Simoni si supera nella cronometro da Pesaro a Urbino perdendo solo 1 minuto dai migliori e guadagnandone un altro su Di Luca e Riccò. Nelle due successive tappe dolomitiche di Passo di Pampeago e Marmolada appare un po' in ombra, ma si riscatta nella cronoscalata al temibile Plan de Corones arrivando terzo e guadagnando qualche secondo anche su Contador e Riccò. Nel corso della diciannovesima tappa va però in crisi sulla Presolana perdendo circa sei minuti dagli altri uomini di classifica e perdendo la possibilità di salire ancora una volta sul podio di Milano. Nella ventesima tappa resiste quindi ai migliori anche sul durissimo Mortirolo tentando per tre volte l'allungo sugli altri uomini di classifica. Nella successiva salita dell'Aprica (l'ultima della tappa del Giro 2008) scatta poco dopo Emanuele Sella e giunge secondo all'arrivo di Tirano a un minuto da Sella guadagnando circa 30" sugli altri uomini di classifica. Al traguardo di Milano giunge decimo in classifica generale a 11'03" dal vincitore Alberto Contador.
Partecipa anche al Giro d'Italia 2009, il Giro del centenario vinto dal russo Denis Menchov. Prende parte alla corsa ma senza acuti, nonostante un buon inizio (nel quale è settimo in classifica generale); perse le speranze di salire di nuovo sul podio, decide di uscire di classifica per cercare un successo di tappa che, nonostante l'attacco sul Vesuvio nella diciannovesima tappa, non arriva. Chiude il Giro in 24ª posizione. La sua carriera si conclude con il Giro d'Italia 2010 corso con la Lampre-Farnese Vini, dove ottiene un secondo posto nel passaggio montano sulla Cima Coppi del Passo Gavia, la vetta più alta del Giro. Al termine della cronometro finale di Verona sfoggia sotto alla maglia tecnica un completo elegante, camicia e cravatta, in segno di addio ad una corsa che lo ha visto protagonista per oltre 15 anni. Chiude il Giro in 69ª posizione.
In 15 partecipazioni al Giro, oltre a due successi, Simoni è stato capace di concludere altre cinque volte sul podio; vanta, inoltre, otto vittorie di tappa e la conquista di una classifica a punti, nell'edizione 2003.

## Palmarès

### Strada
- 1991 (dilettanti)

Schio-Ossario del Pasubio
Bassano-Monte Grappa
Trofeo Alcide De Gasperi
Classifica generale Giro della Regione Friuli Venezia Giulia
6ª tappa, 1ª semitappa Giro della Valle d'Aosta (Viuz-en-Sallaz > Passy)
- 1992 (dilettanti)

Giornata Nazionale della Bicicletta
Montebelluna-Pianezze
2ª tappa Giro della Regione Friuli Venezia Giulia
Giro del Medio Brenta
2ª tappa Giro della Valle d'Aosta (Saint-Vincent > La Magdeleine)
5ª tappa Giro della Valle d'Aosta (Châtel (Francia) > Les Gets)
Classifica generale Giro della Valle d'Aosta
Trento-Monte Bondone
- 1993 (dilettanti)

Giornata Nazionale della Bicicletta
Montebelluna-Pianezze
Schio-Ossario del Pasubio
Classifica generale Giro della Regione Friuli Venezia Giulia
Zanè-Monte Cengio
12ª tappa, 1ª semitappa Giro d'Italia dilettanti (Ivrea > Saint-Vincent)
Classifica generale Giro d'Italia dilettanti
6ª tappa, 1ª semitappa Giro della Valle d'Aosta (Les Gets > Saint-Gervais-les-Bains)
Campionati italiani, Gara in linea Dilettanti
- 1997 (MG Maglificio-Technogym, una vittoria)

1ª tappa Giro del Trentino (Riva del Garda > Arco)
- 1999 (Ballan-Alessio, una vittoria)

4ª tappa Tour de Suisse (Bellinzona > Grindelwald)
- 2000 (Lampre-Daikin, tre vittorie)

Giro dell'Emilia
14ª tappa Giro d'Italia (Selva di Val Gardena > Bormio)
16ª tappa Vuelta a España (Oviedo > Angliru)
- 2001 (Lampre-Daikin, cinque vittorie)

4ª tappa Tour de Romandie (Saint-Aubin > Nendaz)
20ª tappa Giro d'Italia (Busto Arsizio > Arona)
Classifica generale Giro d'Italia
20ª tappa Vuelta a España (Guadajara > Alto de Abantos)
Japan Cup
- 2002 (Saeco, una vittoria)

11ª tappa Giro d'Italia (Benevento > Campitello Matese)
- 2003 (Saeco, nove vittorie)

2ª tappa Giro del Trentino (Moena > Ronzone)
Classifica generale Giro del Trentino
Giro dell'Appennino
12ª tappa Giro d'Italia (San Donà di Piave > Monte Zoncolan)
14ª tappa Giro d'Italia (Marostica > Alpe di Pampeago)
19ª tappa Giro d'Italia (Canelli > Cascata del Toce)
Classifica generale Giro d'Italia
G.P. SBS-Miasino-Mottarone (Cronoscalata)
14ª tappa Tour de France (Saint-Girons > Loudenvielle)
- 2004 (Saeco, tre vittorie)

Giro del Veneto
3ª tappa Giro d'Italia (Pontremoli > Corno alle Scale)
G.P. SBS-Miasino-Mottarone (Cronoscalata)
- 2005 (Lampre-Caffita, quattro vittorie)

5ª tappa Parigi-Nizza (Rognes > Tolone)
Giro dell'Appennino
Memorial Marco Pantani
Giro dell'Emilia
- 2007 (Saunier Duval-Prodir, una vittoria)

17ª tappa Giro d'Italia (Lienz > Monte Zoncolan)
- 2009 (Serramenti PVC Diquigiovanni-Androni Giocattoli, una vittoria)

3ª tappa Vuelta Mexico (Puebla de Zaragoza > Tlaxcala de Xicohténcatl)

#### Altri successi
- 2000 (Lampre-Daikin)

Trofeo Vincenzo Torriani Giro d'Italia
Criterium Città di Broni
- 2001 (Lampre-Daikin)

Wien-Elkhaus Radkriterium
- 2003 (Saeco)

Criterium di Dun Le Palestel
Classifica a punti Giro d'Italia
Premio Azzurri d'Italia Giro d'Italia
- 2004 (Saeco)

Criterium Città di Broni
Criterium de Dijon
- 2005 (Lampre-Caffita)

Criterium di Sala Berganza
Criterium di Rimini
Criterium di Praga
Criterium de Marquette-lez-Lille
- 2006 (Saunier Duval-Prodir)

Criterium di Carate Brianza
- 2007 (Saunier Duval-Prodir)

Trofeo Bonacossa Giro d'Italia

### Mountain bike
- 2006

Rampilonga Classic
Campionati italiani, Cross country marathon (Folgaria)
- 2007

Prevostura
- 2008

Granfondo Dei Longobardi
Salzkammergut Marathon (Austria)

## Piazzamenti

### Grandi Giri
- Giro d'Italia

1995: non partito (13ª tappa)
1997: non partito (13ª tappa)
1998: 58º
1999: 3º
2000: 3º
2001: vincitore
2002: non partito (12ª tappa)
2003: vincitore
2004: 3º
2005: 2º
2006: 3º
2007: 4º
2008: 10º
2009: 22º
2010: 69º
- Tour de France

1995: non partito (13ª tappa)
1997: 116º
2003: 84º
2004: 17º
2006: 59º
- Vuelta a España

1998: 19º
2000: 29º
2001: 36º
2002: 10º
2005: 50º

### Classiche monumento
- Liegi-Bastogne-Liegi

2006: 22º
2007: 24º
- Giro di Lombardia

1994: 39º
1998: 6º
1999: 24º
2000: ritirato
2001: ritirato
2002: 14º
2005: 2º
2007: 24º
2008: 35º

### Competizioni mondiali
- Campionati del mondo

Plouay 2000 - In linea Elite: 31º
Lisbona 2001 - In linea Elite: 38º

## Riconoscimenti
- Premio Italia dilettanti nel 1993
- Atena d'Argento nel 2001
- Collare d'Oro al Merito Sportivo del CONI nel 2004[19]
- Diploma d'Onore del CONI nel 2004[19]
- Premio Bici al Chiodo dell'Associazione Nazionale Ex Corridori Ciclisti nel 2011